# ديلهان إريت
كانت الأستاذة الدكتورة ديلهان إيريت (29 تشرين الثاني في عام 1926 إزمير- 13 أيلول عام 2012، أنقرة)؛ عالمة فيزياء فلكية تركية؛ كما كانت عالمة مساهمة في البحث في مجالات علم الفلك وتطويره.
في عام 1961- 1973، شغلت إريت –التي كانت أول عالمة تركية في جامعة الشرق الأوسط التقنية- وظيفة في ناسا وأنشأت قسم الفيزياء الفلكية في جامعة الشرق الأوسط التقنية؛ كما كانت عميد كلية العلوم والآداب في الجامعة بين عامي 1988 و1993.

## حياتها
ولدت في 29 تشرين الثاني عام 1926 في إزمير؛ كان والدها عابدين إيج نائباً في الجمعية الوطنية الكبرى لتركيا عن مقاطعة دنيزلي في عام 1944.
بعد وقت قصير من وصول والدها إلى إزمير، انتقلت عائلتها إلى إسطنبول، ومن ثم إلى أنقرة بعد ذلك بسنوات قليلة. بعد الانتهاء من تعليمها الابتدائي في أنقرة، واصلت تعليمها في مدرسة أنقرة الثانوية للبنات. في المدرسة الثانوية كان لديها اهتمام خاص بالرياضيات، وكان هذا الحب هو السبب الرئيسي لالتحاقها بجامعة إسطنبول، قسم الرياضيات وعلم الفلك. تابعت اهتمامها بعلم الفلك أثناء دراستها الجامعية.
واصلت دراستها العليا في جامعة ميشيغان لفترة من الوقت، وفي عام 1953 حصلت على شهادة الدكتوراه في قسم الفيزياء الفلكية من جامعة أنقرة لتصبح لاحقاً أستاذة مساعدة فيها.
في عام 1959، ذهبت إلى كندا لمدة عامين بمنحة من الوكالة الدولية للطاقة الذرية. ذهبت بعد ذلك إلى الولايات المتحدة الأمريكية وعملت في سوروبتيميست الاتحادية الأمريكية في جامعة إنديانا من أجل تحديد نماذج النجوم في مرصد غوته لينك حيث عملت مع مارشال وروبيل. بعد هذه التجربة، عملت في مركز غودارد لرحلات الفضاء التابع لناسا. عملت في الأبحاث حول تاريخ الطاقة الشمسية. خلال هذه الفترة، كانت هي الفلكية الوحيدة التي تعمل في المؤسسة.
كشف عمل ديلهان إريت في معهد غودارد عن بعض الحقائق عن الشمس التي لم تكن مفهومة حتى ذلك الحين. حقيقة أن سطوع الشمس لم يزد منذ تكوينه، فقد كان أكثر إشراقاً وأكثر دفئاً في الماضي. كانت الدراسات مهمة في ذلك الوقت للتأثير على مسار الرحلات الفضائية الجديدة.
حصلت على جائزة إنجاز أبولو في عام 1969 عن عملها الناجح في الهبوط الأول على سطح القمر. بعد الانتهاء من دراستها لمدة عامين في معهد غودارد، واصلت إيريت عملها في المعهد كباحثة رئيسية. أرسلها المعهد إلى جامعة كاليفورنيا لدراسة تكوين النجوم وتطورها.
في عام 1968، جاءت إلى تركيا ونظمت المؤتمر الوطني الأول لعلم الفلك بدعم من مجلس البحوث العلمية والتكنولوجيا في تركيا.
بين عامي 1969 و1973 واصلت بحثها العلمي في ناسا. في عام 1973 عادت إلى قسم الفيزياء في جامعة الشرق الأوسط التقنية وأسست فرع الفيزياء الفلكية. في عام 1977 حصلت على جائزة Tübitak)) للعلوم. وفي عام 1988 كانت رئيسة قسم الفيزياء لمدة ستة أشهر؛ ثم أصبحت عميد كلية العلوم والآداب لمدة خمس سنوات. وفي عام 1993 تقاعدت عن العمل.
توفيت في أنقرة إثر نوبة قلبية في 13 أيلول من عام 2012.